# TVA (entreprise brésilienne)
Pour les articles homonymes, voir TVA.
TVA, plus exactement Televisão Abril, était une entreprise brésilienne des médias et des télécommunications, détenue à parité par le Groupe Abril et Telefónica. Elle a été le deuxième plus important fournisseur de services de télévision à péage (TV por Assinatura) au Brésil. Elle a fourni également des services de télécommunications comme l'accès à l'Internet et la téléphonie sur IP.

## Zones de desserte
TVA a proposé ses services dans les villes de São Paulo, Rio de Janeiro, Niterói, Curitiba, Foz do Iguaçu, Florianópolis, Balneário Camboriú, et Porto Alegre.

## Infrastructure utilisée pour la distribution vers les abonnés
TVA a utilisé principalement des systèmes de boucle locale radio MMDS, des réseaux câbles analogiques et numériques. Elle a testé également des solutions WIMAX dans un certain nombre d'agglomérations.

## Historique
TVA a été créée en 1991 dans le cadre du Groupe Abril. En 2007, TVA est devenue une entreprise commune entre le Groupe Abril et Telefónica.
TVA a été disparu le 15 avril 2012.